# Борок (Алтайский край)
Борок — посёлок в Поспелихинском районе Алтайского края России. Входит в состав Борковского сельсовета.

## История
Основан в 1920 году. В 1928 году посёлок состоял из 121 хозяйства, основное население — русские. В административном отношении являлся центром Борковского сельсовета Поспелихинского района Рубцовского округа Сибирского края.

## Население
| 1926 | 1997 | 1998 | 1999 | 2000 | 2001 | 2002 | 2003 | 2004 | 2005 |
| ---- | ---- | ---- | ---- | ---- | ---- | ---- | ---- | ---- | ---- |
| 635  | ↘52  | ↘46  | ↗53  | ↘51  | ↘40  | ↘31  | ↗39  | ↘38  | ↘28  |
| 2006 | 2007 | 2008 | 2009 | 2010 | 2011 | 2012 | 2013 | 2014 |      |
| →28  | ↗35  | ↘30  | →30  | ↘26  | →26  | ↘25  | ↗26  | ↗30  |      |

### Национальный состав
Согласно результатам переписи 2002 года, в национальной структуре населения русские составляли 50 %, чеченцы — 35 %.